# Groupe D du Service de Sabotage Hotton
Le Groupe D du Service de Sabotage Hotton est un groupe belge de résistance armée de la Seconde Guerre mondiale

## Historique
Le « comité de surveillance de l’ULB », qui deviendra par la suite « le comité de surveillance de Bruxelles », est créé en 1940 à l’initiative de Marcel Franckson (dit Oncle Nestor), ingénieur à la SNCB, de ses deux fils, Renaud Franckson, doctorant en chimie et J.R. Marcel Franckson, étudiant en médecine. Le groupe de départ est composé de treize étudiants et anciens étudiants de l’ULB. À l’origine organisation de propagande clandestine, le groupe passera ensuite à des opérations de renseignements et participe à des réseaux d’évasions de militaires britanniques.
Lors de la fermeture de l’ULB en novembre 1941, ses membres prendront le maquis et organiseront une série d’attentats à Bruxelles contre les collaborateurs et de sabotages des installations allemandes.
Début 1943, les membres du groupe feront l’objet de plusieurs arrestations et les rescapés se réfugieront en Wallonie. Différentes unités sont créées, comme le Groupe W à Namur, spécialisé dans l’interception de courrier et de communications téléphoniques de l’ennemi. Les principales actions directes sont menées au sein du Groupe D, dirigé par J.R. Marcel Franckson
Ces différents groupes travailleront en étroite collaboration avec le F.I. (Front de l'Indépendance) dirigé dans la région Namuroise par Arthur Cacheux (alias Richard) pour se fédérer par la suite, tout en gardant leur identité et leurs spécificités d’actions, en F.I.N. – Front de l’Indépendance Namur. Arthur Cacheux sera arrêté à Frameries le 21 avril 1944, Marcel Frankson père deviendra alors chef du FIN, en plus de ses autres attributions.

## Le Service Hotton

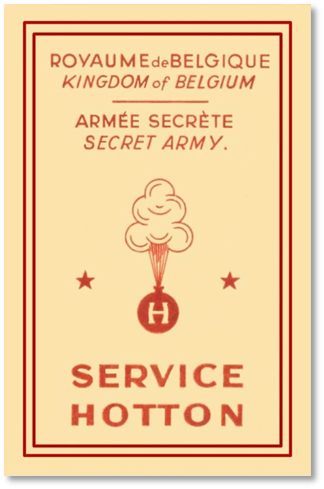
Carte d'agent du Service Hotton

En juillet 1943, en accord avec le Ministère de la Défense Nationale Belge à Londres, le S.O.E (Special Operations Executive) proposa de créer une mission de sabotage dite « de harcèlement militaire » qui reçut le nom de code «Hoton». Comme ce nom n’était guère écrit, il donna lieu à différentes formes : Oton, Othon puis Hotton, comme le village. Malgré l’erreur, cette dernière appellation prévalut. Associés à cette mission, ils prendront alors le nom de Groupe D de Sabotage Hotton.
Le S.O.E fut créé en juillet 1940 par Winston Churchill pour tenter de contrer également les nazis par la guerre secrète. Cet organe était chargé de susciter et de développer la subversion, le sabotage et la guérilla dans les pays occupés.
Fin 1943, le Groupe D se réfugie en Thiérache (région autour de Chimay) et fonde le maquis de Chimay-Mariembourg qui s’installera à différents endroits dans la région, pour finir au Brûly-de-Pesche. Les Allemands ont appelé cette fédération « Sabotage Und Widerstandgruppe Franckson » (Groupe de sabotage et de résistance Franckson). Le Groupe D mène une active campagne de sabotages, d’opérations de guérillas et d’attentats contre les Allemands et ses polices secrètes, principalement en Thiérache et dans la région de Namur.
Début 1944, la direction de la mission Hotton sera confiée à Albéric Maistriau, ingénieur civil et agent du Service Clarence, qui portera alors le nom de code « Hotton ». Il appliqua une méthode plus incisive que ses prédécesseurs, ralliant systématiquement et le plus rapidement possible des groupes existants déjà rompus aux opérations de sabotage et capables de s’intégrer dans un plan d’ensemble de harcèlement. Il y réussit en quelques semaines et put ainsi disposer d’équipes à Morlanwelz, dans la région de Chimay-Mariembourg, à Ottignies, Fosses, Éghezée, Namur, Melreux, Vielsalm, Liège et Bruxelles totalisant environ 350 résistants.
La mission fut épaulée au printemps 1944 par le parachutage en Belgique des 3 agents dits du « TEA Squad » de Londres. Ceux-ci devaient commencer des sabotages individuels, prendre contact avec le responsable du futur service ainsi qu’avec le réseau-radio de l’Armée Secrète et prospecter les possibilités de recrutement d’équipes locales.
Bien que rattaché au Quartier-Général de l'Armée Secrète, le Service Hotton agissait indépendamment de celle-ci et dépendait directement du Ministère de la Défense Nationale à Londres.
Marcel Franckson père, conseiller d’organisation du Service, est arrêté au château de Seron à Forville, ainsi que 4 de ses adjoints du Nord-Namurois, le 27 mai 1944. Il sera déporté à Buchenwald où il décédera le 7 janvier 1945.

Le Groupe D totalise 32 mois d’actions accomplies par 250 hommes et femmes. En plus de ceux morts au combat, 3 d’entre eux seront fusillés et 5 seront déportés.

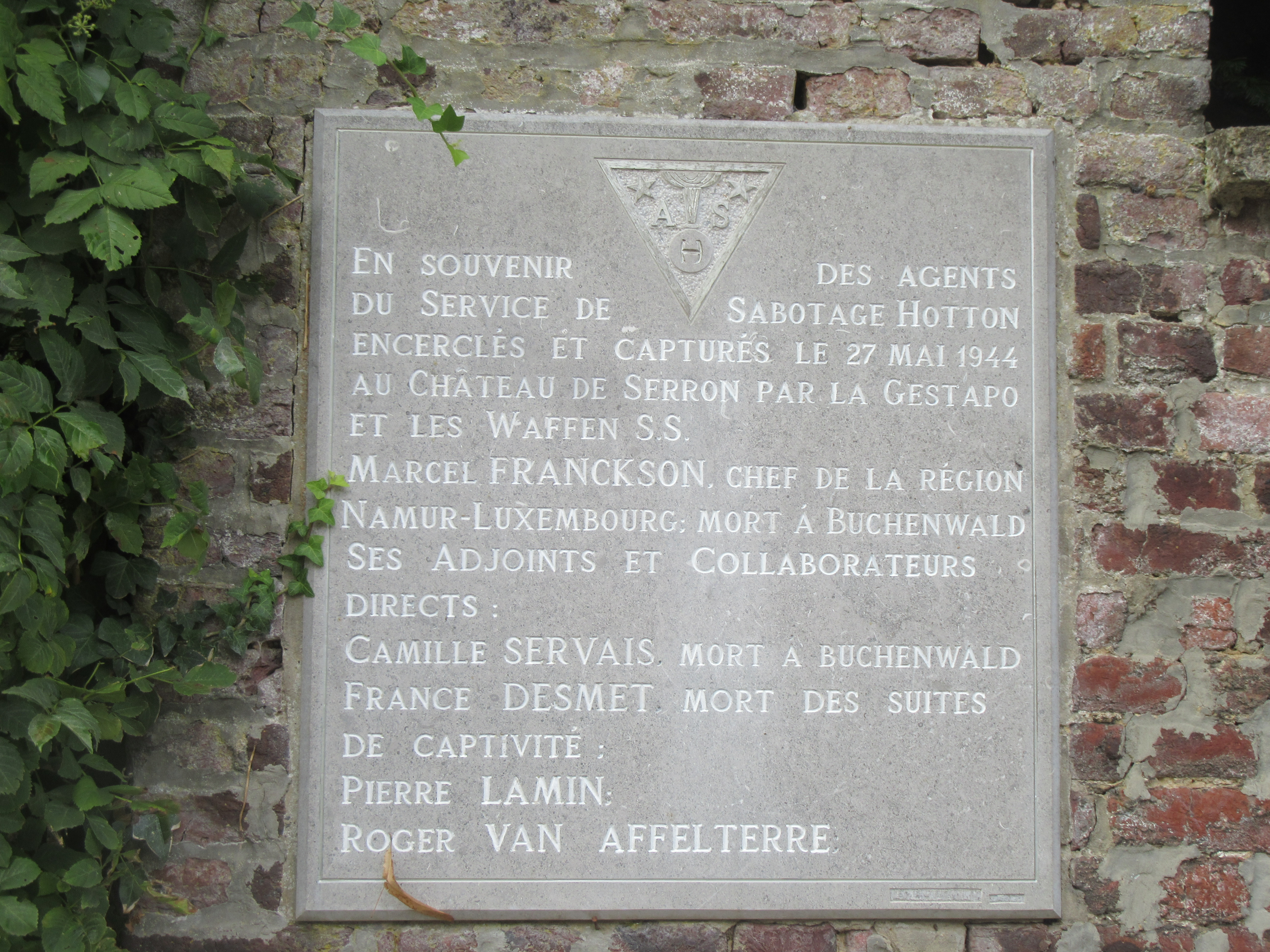
capture de résistants du service Hotton par la Gestapo en 1944, à Seron liste des victimes décédées

## Agents du Groupe D
Les principaux agents de la section de combat :
- Sylvain Anglicus alias Sylvain
- Joseph Druez alias Tarras (1923 - Fusillé à Flawinne le 8 juin 1944)
- Célestin Evrard alias Strangler (1923-2012) - Chef de la section Chimay/Mariembourg - Arrêté le 10 mai 1944 et déporté.
- J.R. Marcel Franckson, alias Martial - Chef du Groupe
- Marcel Franckson (1884 - 1945) père de Marcel (1922-2018), chef de la région Namur-Luxembourg, mort à Buchenwald
- Renaud Franckson
- Anatole Kouchnirenko alias Andreï (Officier de la marine soviétique)
- Jean Lejour alias Mickey
- Jacques Loriaux alias André - Mortellement blessé en mission à Chimay le 18 février 1944
- Robert Majois alias Bébert - Arrêté par la Gestapo le 29 décembre 1943 il fut torturé. Exécuté le 30 décembre 1943.
- Christian Mannie alias Kid
- Louis Salmon alias Louis (1919 - Fusillé à Flawinne le 8 juin 1944)
- André Van Glabeke alias Stan
- Robert Van Gremberghe alias Spada (1921 - Fusillé à Flawinne le 1er juillet 1944) - Sous-chef du Groupe

## Lieux de mémoire
- La Chapelle du Maquis.

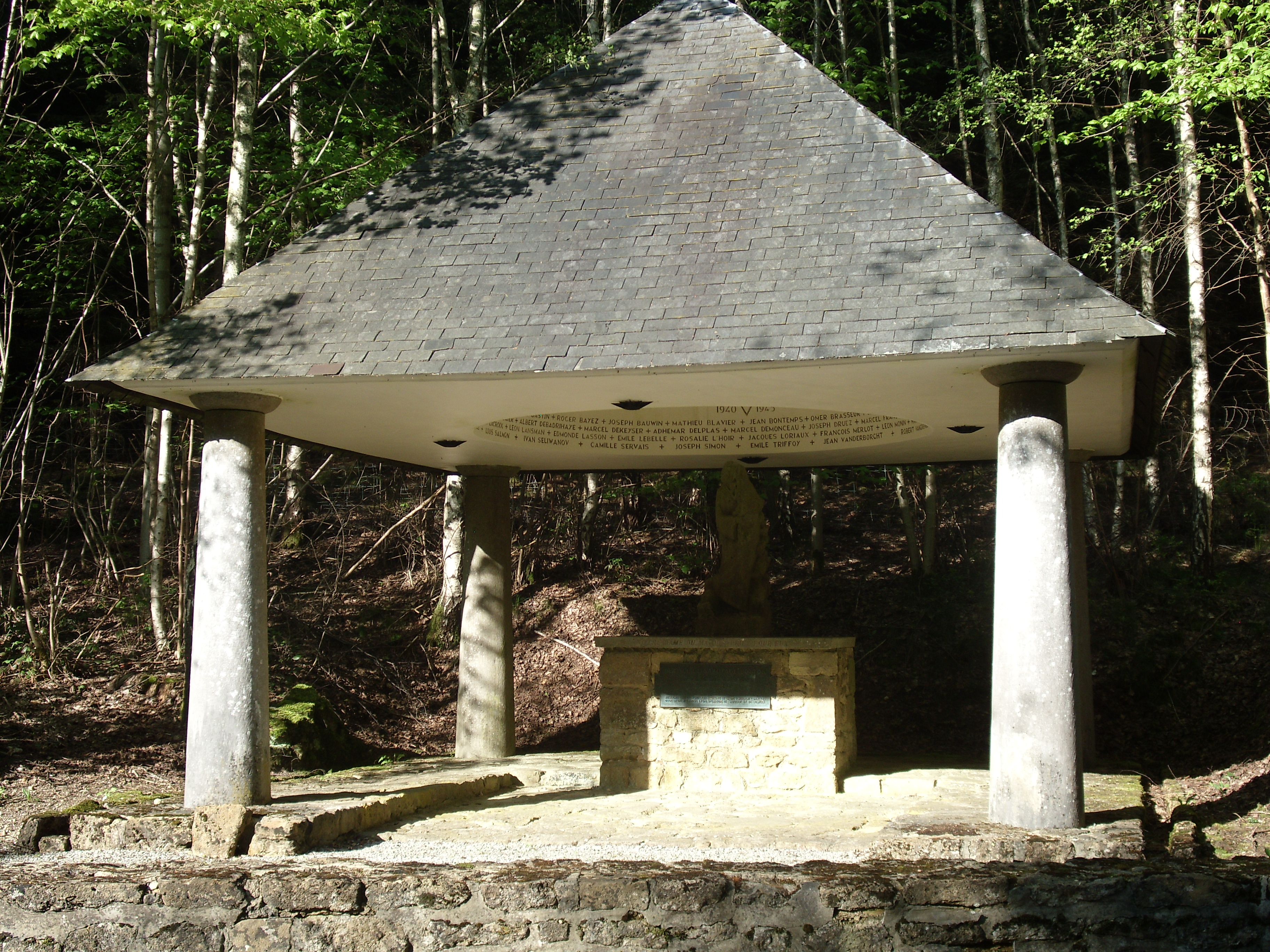
Chapelle du Maquis au Brûly-de-Pesche

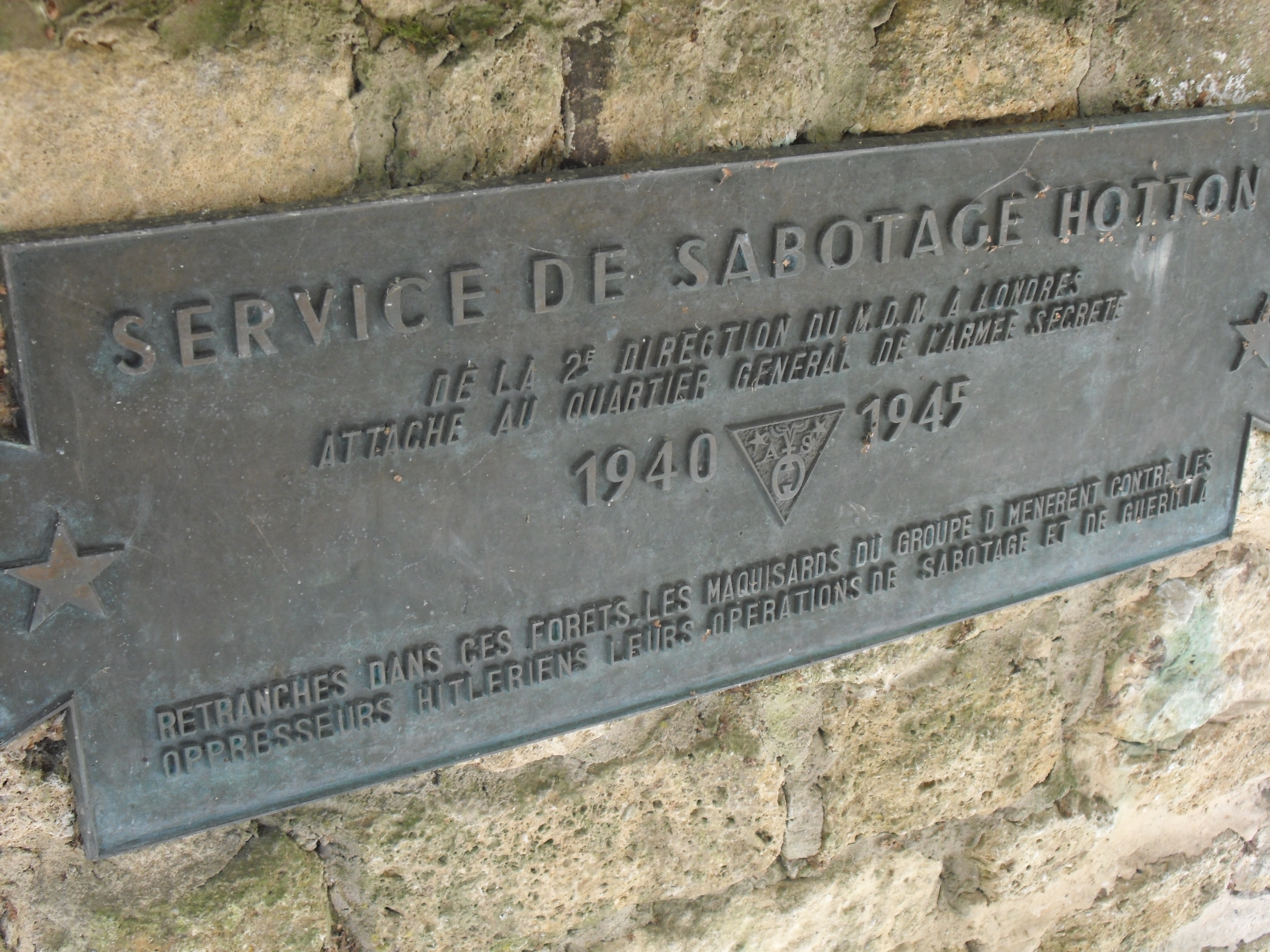
Plaque commémorative à la mémoire du Service Hotton - Chapelle du Maquis au Brûly-de-Pesche

Érigée en 1948 à Brûly-de-Pesche à la mémoire des membres du Service Hotton morts pour la liberté.
- Le musée de la résistance.

Également au Brûly-de-Pesche, sur le site même où séjourna Hitler en juin 1940, qu’il avait lui-même baptisé Wolfsschlucht I (le « Ravin du Loup ») et qui abrite toujours les vestiges de son passage. Dans un des deux pavillons ce musée commémore la résistance menée par le Groupe D du Service Hotton.
- Château-Ferme de Seron, rue de Branchon 111 à Seron: mémorial de la capture des agents du service de sabotage Hotton par la Gestapo et les Waffen SS le 27 mai 1944.

## Sources
- Marcel Franckson et Jacques Burniat, Chronique de la Guerre Subversive 1941-1944 - Le Service Hotton en Thiérache. FDM Édition – Bruxelles (CEGES : BA 21.279)
- José Béroudia et Marcel Franckson, Les outils de la lutte clandestine, 1941-44 - L'armement du Service Hotton. FDM Édition - Bruxelles [2000] (CEGES : BA 29.118)
- Marcel Franckson, La Résistance et les Européens du Nord - Anatomie sociale d'un groupe de résistance : le service de sabotage Hotton. Institut d’Histoire du Temps Présent – Bruxelles : CREHSGM (CEGES : BA 22.904)
- Marcel Franckson, André Van Glabeke, André Mairiaux et Jacques Burniat, Zélateurs & stipendiés des nazis en Fagne & Thiérache : dissection psycho-sociologique sur le terrain, 1943-1944. Bruxelles : Les Amis du CEGES, 2009. (CEGES : BA 49.822)
- Marcel Franckson et A. Mairiaux, Les saboteurs de Morlanwelz : étude sociologique et pyrotechnique. Bruxelles : Le Courrier des jeunes du Service Hotton, [2005] (CEGES : BA 39.590)
- René Mathot, Au Ravin du Loup - Hitler en Belgique et en France - Mai-juin 1940 - 2005 Éditions Racine.
- Service HOTTON Groupe D-Rapport sur les activités du groupe D Éditeur : Intendance du Service Hotton, 1945